# 江尻正美
江尻 正美（えじり まさみ、1968年8月20日 - ）は日本の元女優。本名、江尻 正美（えじり まさみ）。兵庫県出身。身長163cm。ジャパンアクションクラブ（17期生）に所属し、テレビ、映画、舞台で活躍した。1992年に芸能界を引退している。

## 出演

### テレビバラエティ
- 全員出席!笑うんだってば（1989年10月28日 - 1989年12月23日）

### テレビドラマ
- 黒蜥蜴（1990年、TBS）

### 映画
- のぞみウィッチィズ（1990年3月17日）
- リメインズ 美しき勇者たち（1990年2月10日）

### 舞台
- ふるさときゃらばんサラリーマンミュージカル「ユーAh!マイSUN社員」（1990年）- 1990年度文化庁芸術祭参加
- 幕末純情伝 黄金マイクの謎（1989年）